# Belgique aux Jeux olympiques d'été de 2012
La Belgique participe aux Jeux olympiques d'été de 2012 à Londres au Royaume-Uni du 27 juillet au 12 août 2012. Il s'agit de sa 25e participation à des Jeux olympiques d'été.

## Médaillés
| Médaille | Nom                | Sport | Compétition           | Date       |
| -------- | ------------------ | ----- | --------------------- | ---------- |
| Bronze   | Charline Van Snick | Judo  | Moins de 48 kg femmes | 28 juillet |
| Argent   | Lionel Cox         | Tir   | Carabine à 50m couché | 3 août     |
| Bronze   | Evi Van Acker      | Voile | Laser Radial femmes   | 6 août     |

## Athlétisme
Hommes
Courses
| Athlète                                                                    | Épreuve     | Séries        | Séries | Demi-finales | Demi-finales | Finale        | Finale |
| Athlète                                                                    | Épreuve     | Temps         | Rang   | Temps        | Rang         | Temps         | Rang   |
| -------------------------------------------------------------------------- | ----------- | ------------- | ------ | ------------ | ------------ | ------------- | ------ |
| Jonathan Borlée                                                            | 400 m       | 44 s 43 RN    | 1er Q  | 44 s 99      | 8e q         | 44 s 83       | 6e     |
| Kévin Borlée                                                               | 400 m       | 45 s 14       | 6e Q   | 44 s 84      | 5e Q         | 44 s 81       | 5e     |
| Michael Bultheel                                                           | 400 m haies | 49 s 18 (RP)  | 8e q   | 49 s 10 (RP) | 11e          | -             | -      |
| Adrien Deghelt                                                             | 110 m haies | 13 s 52       | 17e Q  | 13 s 42 (RP) | 13e          | -             | -      |
| Jonathan Borlée Kévin Borlée Nils Duerinck Antoine Gillet Michael Bultheel | 4 × 400 m   | 3 min 01 s 70 | 6e q   | NC           | NC           | 3 min 01 s 83 | 6e     |

Combinés – Décathlon
| Athlète         | Épreuve  | 100 m   | SL          | LP      | SH     | 400 m   | 110 H   | LD           | SP     | LJ      | 1500 m        | Total | Rang |
| --------------- | -------- | ------- | ----------- | ------- | ------ | ------- | ------- | ------------ | ------ | ------- | ------------- | ----- | ---- |
| Hans Van Alphen | Résultat | 11 s 05 | 7,64 m (RP) | 15,48 m | 2,05 m | 49 s 18 | 14 s 89 | 48,28 m (RP) | 4,80 m | 61,69 m | 4 min 22 s 50 | 8447  | 4e   |
| Hans Van Alphen | Points   | 850     | 970         | 819     | 850    | 853     | 863     | 835          | 849    | 763     | 795           | 8447  | 4e   |

Femmes
Courses
| Athlète          | Épreuve     | Séries  | Séries | Demi-finales | Demi-finales | Finale | Finale |
| Athlète          | Épreuve     | Temps   | Rang   | Temps        | Rang         | Temps  | Rang   |
| ---------------- | ----------- | ------- | ------ | ------------ | ------------ | ------ | ------ |
| Eline Berings    | 100 m haies | 13 s 46 | 29e Q  | 13 s 26      | 20e          | -      | -      |
| Élodie Ouédraogo | 400 m haies | 55 s 89 | 20e Q  | 55 s 20 (RP) | 11e          | -      | -      |
| Anne Zagré       | 100 m haies | 13 s 04 | 17e q  | 12 s 94      | 17e          | -      | -      |

Concours
| Athlète       | Épreuve         | Séries  | Séries | Finale  | Finale |
| Athlète       | Épreuve         | Hauteur | Rang   | Hauteur | Rang   |
| ------------- | --------------- | ------- | ------ | ------- | ------ |
| Tia Hellebaut | Saut en hauteur | 1,93 m  | 2e q   | 1,97 m  | 5e     |

## Aviron
Hommes
| Athlète     | Compétition | Séries           | Séries | Repêchage | Repêchage | Quarts de finale | Quarts de finale | Demi-finales  | Demi-finales | Finale        | Finale |
| Athlète     | Compétition | Temps            | Rang   | Temps     | Rang      | Temps            | Rang             | Temps         | Rang         | Temps         | Rang   |
| ----------- | ----------- | ---------------- | ------ | --------- | --------- | ---------------- | ---------------- | ------------- | ------------ | ------------- | ------ |
| Tim Maeyens | Skiff       | 6 min 42 s 52 RO | 1er Q  | -         | -         | 6 min 56 s 65    | 7e Q             | 7 min 39 s 78 | 12e          | 7 min 27 s 51 | 12e    |

## Badminton
| Athlète    | Compétition      | Phase de groupe                | Phase de groupe                      | Phase de groupe | 1/8 de finale    | Quarts de finale | Demi-finales     | Finale           | Finale |
| Athlète    | Compétition      | Adversaire Score               | Adversaire Score                     | Rang            | Adversaire Score | Adversaire Score | Adversaire Score | Adversaire Score | Rang   |
| ---------- | ---------------- | ------------------------------ | ------------------------------------ | --------------- | ---------------- | ---------------- | ---------------- | ---------------- | ------ |
| Yuhan Tan  | Simple messieurs | Parupalli Kashyap 14-21, 12-21 | Nguyễn Tiến Minh 21-17, 10-21, 14-21 | 3e              | -                | -                | -                | -                | -      |
| Lianne Tan | Simple dames     | Sabrina Jaquet 21-16, 21-16    | Saina Nehwal 4-21, 14-21             | 2e              | -                | -                | -                | -                | -      |

## Cyclisme

### Cyclisme sur route
En cyclisme sur route, la Belgique a qualifié cinq hommes et trois femmes.
Hommes
| Athlète           | Compétition      | Temps           | Rang |
| ----------------- | ---------------- | --------------- | ---- |
| Philippe Gilbert  | Course en ligne  | 5 h 46 min 05 s | 19e  |
| Philippe Gilbert  | Contre-la-montre | 54 min 39 s 98  | 17e  |
| Tom Boonen        | Course en ligne  | 5 h 46 min 37 s | 28e  |
| Jürgen Roelandts  | Course en ligne  | 5 h 46 min 05 s | 7e   |
| Greg Van Avermaet | Course en ligne  | 5 h 46 min 37 s | 92e  |
| Stijn Vandenbergh | Course en ligne  | 5 h 46 min 51 s | 100e |

Femmes
| Athlète          | Compétition      | Temps           | Rang |
| ---------------- | ---------------- | --------------- | ---- |
| Liesbet De Vocht | Course en ligne  | 3 h 35 min 56 s | 9e   |
| Liesbet De Vocht | Contre-la-montre | 42 min 08 s 28  | 23e  |
| Ludivine Henrion | Course en ligne  | Over Time Limit | -    |
| Maaike Polspoel  | Course en ligne  | 3 h 36 min 01 s | 29e  |

### Cyclisme sur piste
Poursuite
| Athlète                                                                          | Compétition                  | Qualification  | Qualification | Demi-finales        | Demi-finales | Finale              | Finale |
| Athlète                                                                          | Compétition                  | Temps          | Rang          | Adversaire Résultat | Rang         | Adversaire Résultat | Rang   |
| -------------------------------------------------------------------------------- | ---------------------------- | -------------- | ------------- | ------------------- | ------------ | ------------------- | ------ |
| Dominique Cornu Jasper De Buyst Kenny De Ketele Moreno De Pauw Jonathan Dufrasne | Poursuite par équipes hommes | 4 min 04 s 053 | 9e            | -                   | -            | -                   | -      |

Omnium
| Athlète         | Compétition   | Tour lancé | Tour lancé | Course aux points | Course aux points | Élimination | Poursuite      | Poursuite | Scratch | Contre-la-montre | Contre-la-montre | Total | Rang |
| Athlète         | Compétition   | Temps      | Rang       | Points            | Rang              | Rang        | Temps          | Rang      | Rang    | Temps            | Rang             | Total | Rang |
| --------------- | ------------- | ---------- | ---------- | ----------------- | ----------------- | ----------- | -------------- | --------- | ------- | ---------------- | ---------------- | ----- | ---- |
| Gijs Van Hoecke | Omnium hommes | 13 s 633   | 13e        | 23                | 9e                | 18e         | 4 min 29 s 992 | 10e       | 15e     | 1 min 04 s 748   | 12e              | 77    | 15e  |
| Jolien D'Hoore  | Omnium femmes | 14 s 594   | 10e        | 25                | 4e                | 6e          | 3 min 41 s 495 | 8e        | 5e      | 36 s 585         | 12e              | 45    | 5e   |

### VTT

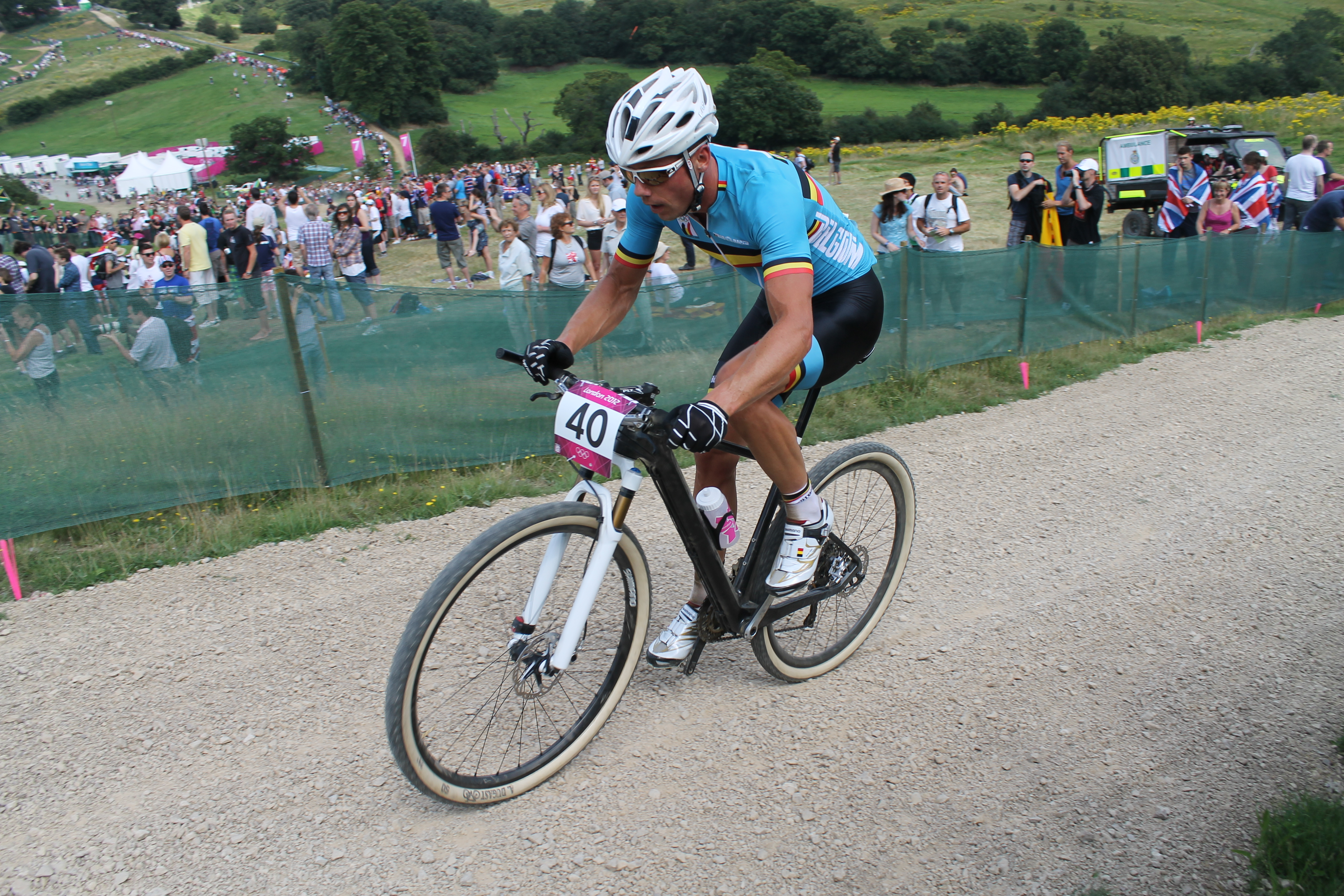
Sven Nys

| Athlète           | Compétition              | Temps           | Rang |
| ----------------- | ------------------------ | --------------- | ---- |
| Sven Nys          | Cross-country VTT hommes | abandon         | -    |
| Kevin Van Hoovels | Cross-country VTT hommes | 1 h 33 min 01 s | 19e  |

### BMX
| Athlète       | Compétition | Qualifications | Qualifications | Quarts de finale | Quarts de finale | Demi-finales | Demi-finales | Finale   | Finale |
| Athlète       | Compétition | Résultat       | Rang           | Résultat         | Rang             | Résultat     | Rang         | Résultat | Rang   |
| ------------- | ----------- | -------------- | -------------- | ---------------- | ---------------- | ------------ | ------------ | -------- | ------ |
| Arnaud Dubois | BMX hommes  | 39.772 s       | 27e            | 3/8/7/3/3        | 6e               | -            | -            | -        | -      |

## Équitation

### Concours complet
| Athlète                                                                       | Cheval                  | Compétition | Dressage  | Dressage | Cross-country | Cross-country | Saut d'obstacles | Saut d'obstacles | Saut d'obstacles | Saut d'obstacles | Total     | Total |
| Athlète                                                                       | Cheval                  | Compétition | Dressage  | Dressage | Cross-country | Cross-country | Qualification    | Qualification    | Finale           | Finale           | Total     | Total |
| Athlète                                                                       | Cheval                  | Compétition | Pénalités | Rang     | Pénalités     | Rang          | Pénalités        | Rang             | Pénalités        | Rang             | Pénalités | Rang  |
| ----------------------------------------------------------------------------- | ----------------------- | ----------- | --------- | -------- | ------------- | ------------- | ---------------- | ---------------- | ---------------- | ---------------- | --------- | ----- |
| Carl Bouckaert                                                                | Mensa                   | Individuel  |           |          |               |               |                  |                  |                  |                  |           |       |
| Virginie Caulier                                                              | Nepal du Sudre          | Individuel  |           |          |               |               |                  |                  |                  |                  |           |       |
| Karin Donckers                                                                | Gazelle de la Brasserie | Individuel  |           |          |               |               |                  |                  |                  |                  |           |       |
| Marc Rigouts                                                                  | Dunkas                  | Individuel  |           |          |               |               |                  |                  |                  |                  |           |       |
| Joris Vanspringel                                                             | Lully des Aulnes        | Individuel  |           |          |               |               |                  |                  |                  |                  |           |       |
| Carl Bouckaert Virginie Caulier Karin Donckers Marc Rigouts Joris Vanspringel | Voir ci-dessus          | Par équipes |           |          |               |               | NC               | NC               |                  |                  |           |       |

### Dressage
| Athlète          | Cheval    | Compétition | 1er tour | 1er tour | 2e tour | 2e tour | Finale | Finale |
| Athlète          | Cheval    | Compétition | Score    | Rang     | Score   | Rang    | Score  | Rang   |
| ---------------- | --------- | ----------- | -------- | -------- | ------- | ------- | ------ | ------ |
| Claudia Fassaert | Donnerfee | Individuel  | 71.793   | 21e Q    | 70.095  | 27e     | -      | -      |

### Saut d'obstacles
| Athlète                                                       | Cheval                  | Compétition | Qualification | Qualification | Qualification | Qualification | Qualification | Qualification | Qualification | Qualification | Finale    | Finale   | Finale    | Finale   | Finale   | Total     | Total |
| Athlète                                                       | Cheval                  | Compétition | 1er tour      | 1er tour      | 2e tour       | 2e tour       | 2e tour       | 3e tour       | 3e tour       | 3e tour       | Finale A  | Finale A | Finale B  | Finale B | Finale B | Total     | Total |
| Athlète                                                       | Cheval                  | Compétition | Pénalités     | Rang          | Pénalités     | Total         | Rang          | Pénalités     | Total         | Rang          | Pénalités | Rang     | Pénalités | Total    | Rang     | Pénalités | Rang  |
| ------------------------------------------------------------- | ----------------------- | ----------- | ------------- | ------------- | ------------- | ------------- | ------------- | ------------- | ------------- | ------------- | --------- | -------- | --------- | -------- | -------- | --------- | ----- |
| Dirk Demeersman                                               | Bufero van het Panishof | Individuel  | 0             | 1er Q         | 8             | 8             | 31e Q         | 12            | 20            | 38e           | -         | -        | -         | -        | -        | -         | -     |
| Jos Lansink                                                   | Valentina van't Heike   | Individuel  | 0             | 1er Q         | 4             | 4             | 17e Q         | 4             | 8             | 11e Q         | 8         | 23e      | -         | -        | -        | -         | -     |
| Philippe Lejeune                                              | Vigo d'Arsouilles       | Individuel  | 0             | 1er Q         | 8             | 8             | 31e Q         | abandon       | abandon       | abandon       | -         | -        | -         | -        | -        | -         | -     |
| Grégory Wathelet                                              | Cadjanine Z             | Individuel  | 4             | 42e Q         | 4             | 8             | 31e Q         | 4             | 12            | 26e Q         | 12        | 29e      | -         | -        | -        | -         | -     |
| Dirk Demeersman Jos Lansink Philippe Lejeune Grégory Wathelet | Voir ci-dessus          | Par équipes | 0             | 1er           | 16            | 16            | 13e           | -             | -             | -             | -         | -        | -         | -        | -        | -         | -     |

## Gymnastique

### Artistique
Hommes
| Athlète        | Compétition | Appareils | Appareils | Appareils | Appareils | Appareils | Appareils | Qualification | Qualification | Appareils | Appareils | Appareils | Appareils | Appareils | Appareils | Finale | Finale |
| Athlète        | Compétition | S         | CA        | A         | SC        | BP        | BF        | Total         | Rang          | S         | CA        | A         | SC        | BP        | BF        | Total  | Rang   |
| -------------- | ----------- | --------- | --------- | --------- | --------- | --------- | --------- | ------------- | ------------- | --------- | --------- | --------- | --------- | --------- | --------- | ------ | ------ |
| Jimmy Verbaeys | Individuel  | 14.500    | 10.866    | 14.066    | 15.266    | 14.533    | 14.333    | 83.564        | 31e R         | 13.933    | 14.033    | 14.000    | 15.266    | 14.833    | 13.166    | 85.231 | 21e    |

Femmes
| Athlète    | Compétition | Appareils | Appareils | Appareils | Appareils | Qualification | Qualification | Appareils | Appareils | Appareils | Appareils | Finale | Finale |
| Athlète    | Compétition | S         | SC        | BA        | P         | Total         | Rang          | S         | SC        | BA        | P         | Total  | Rang   |
| ---------- | ----------- | --------- | --------- | --------- | --------- | ------------- | ------------- | --------- | --------- | --------- | --------- | ------ | ------ |
| Gaëlle Mys | Individuel  | 13.166    | 13.533    | 13.266    | 13.733    | 53.698        | 31e R         | -         | -         | -         | -         | -      | -      |

## Hockey sur gazon
| Athlètes         | Compétition | Phase de groupe  | Phase de groupe  | Phase de groupe     | Phase de groupe      | Phase de groupe  | Phase de groupe | Classement       |      |
| Athlètes         | Compétition | Adversaire Score | Adversaire Score | Adversaire Score    | Adversaire Score     | Adversaire Score | Rang            | Adversaire Score | Rang |
| ---------------- | ----------- | ---------------- | ---------------- | ------------------- | -------------------- | ---------------- | --------------- | ---------------- | ---- |
| Équipe masculine | Hommes      | Allemagne 1-2    | Pays-Bas 1-3     | Corée du Sud 2-1    | Nouvelle-Zélande 1-1 | Inde 3-0         | 3e              | Espagne 5-2      | 5e   |
| Équipe féminine  | Femmes      | Pays-Bas 0-3     | Chine 0-0        | Grande-Bretagne 0-3 | Japon 1-1            | Corée du Sud 1-3 | 6e              | États-Unis 2-1   | 11e  |

## Judo
Hommes
| Athlète            | Compétition     | 1/32 de finale      | 1/16 de finale              | 1/8 de finale                | Quarts de finale    | Demi-finales        | Repêchage 1         | Repêchage 2         | Finale              | Finale |
| Athlète            | Compétition     | Adversaire Résultat | Adversaire Résultat         | Adversaire Résultat          | Adversaire Résultat | Adversaire Résultat | Adversaire Résultat | Adversaire Résultat | Adversaire Résultat | Rang   |
| ------------------ | --------------- | ------------------- | --------------------------- | ---------------------------- | ------------------- | ------------------- | ------------------- | ------------------- | ------------------- | ------ |
| Dirk Van Tichelt   | Moins de 73 kg  | NC                  | Maher Abu Rmilah 1000-0000  | Nicholas Delpopolo 0000-0010 | -                   | -                   | -                   | -                   | -                   | 9e     |
| Joachim Bottieau   | Moins de 81 kg  | NC                  | Omar Simmonds Pea 1100-0001 | Ivan Nifontov 0001-0101      | -                   | -                   | -                   | -                   | -                   | 9e     |
| Elco van der Geest | Moins de 100 kg | NC                  | Tagir Khaibulaev 0000-1000  | -                            | -                   | -                   | -                   | -                   | -                   | 17e    |

Femmes
| Athlète            | Compétition    | 1/16 de finale      | 1/8 de finale             | Quarts de finale               | Demi-finales            | Repêchage 1         | Repêchage 2               | Finale              | Finale             |
| Athlète            | Compétition    | Adversaire Résultat | Adversaire Résultat       | Adversaire Résultat            | Adversaire Résultat     | Adversaire Résultat | Adversaire Résultat       | Adversaire Résultat | Rang               |
| ------------------ | -------------- | ------------------- | ------------------------- | ------------------------------ | ----------------------- | ------------------- | ------------------------- | ------------------- | ------------------ |
| Charline Van Snick | Moins de 48 kg | NC                  | Chung Jung-Yeon 1000-0000 | Éva Csernoviczki 1001-0000     | Sarah Menezes 0000-0001 | -                   | Paula Perato 0011-0002    | -                   | Médaille de bronze |
| Ilse Heylen        | Moins de 52 kg | NC                  | Andreea Chitu 0010-0000   | Christianne Legentil 0020-0002 | Yanet Bermoy 0002-0011  | -                   | Priscilla Gneto 0012-1012 | -                   | 5e                 |

## Natation
| Athlète                                                            | Épreuve              | Séries           | Séries | Demi-finales | Demi-finales | Finale        | Finale |
| Athlète                                                            | Épreuve              | Temps            | Rang   | Temps        | Rang         | Temps         | Rang   |
| ------------------------------------------------------------------ | -------------------- | ---------------- | ------ | ------------ | ------------ | ------------- | ------ |
| Jasper Aerents                                                     | 50 m nage libre      | 22 s 43          | 22e    | -            | -            | -             | -      |
| Ward Bauwens                                                       | 400 m 4 nages        | 4 min 16 s 71 RN | 16e    | NC           | NC           | -             | -      |
| François Heersbrandt                                               | 100 m papillon       | 52 s 22 RN       | 13e    | 52 s 71      | 16e          | -             | -      |
| Pieter Timmers                                                     | 100 m nage libre     | 48 s 54 RN       | 6e     | 48 s 57      | 12e          | -             | -      |
| Dieter Dekoninck Jasper Aerents Emmanuel Vanluchene Pieter Timmers | 4 × 100 m nage libre | 3 min 13 s 89 RN | 6e     | NC           | NC           | 3 min 14 s 40 | 8e     |
| Dieter Dekoninck Glenn Surgeloose Louis Croenen Pieter Timmers     | 4 × 200 m nage libre | 7 min 14 s 44 RN | 12e    | NC           | NC           | -             | -      |

## Tennis
| Athlètes         | Compétition | 1er tour                              | 2e tour                          | 3e tour                  | Quarts de finale         | Demi-finales     | Finale           |      |
| Athlètes         | Compétition | Adversaire Score                      | Adversaire Score                 | Adversaire Score         | Adversaire Score         | Adversaire Score | Adversaire Score | Rang |
| ---------------- | ----------- | ------------------------------------- | -------------------------------- | ------------------------ | ------------------------ | ---------------- | ---------------- | ---- |
| Olivier Rochus   | Simple      | John Isner 6-7, 4-6                   | -                                | -                        | -                        | -                | -                | 33e  |
| Steve Darcis     | Simple      | Tomáš Berdych 6-4, 6-4                | Santiago Giraldo 63-7, 6-4, 6-4  | Nicolás Almagro 5-7, 3-6 | -                        | -                | -                | 9e   |
| David Goffin     | Simple      | Juan Mónaco 4-6, 1-6                  | -                                | -                        | -                        | -                | -                | 33e  |
| Kim Clijsters    | Simple      | Roberta Vinci 6-1, 6-4                | Carla Suárez Navarro 6-3, 6-3    | Ana Ivanović 6-3, 6-4    | Maria Sharapova 2-6, 5-7 | -                | -                | 5e   |
| Yanina Wickmayer | Simple      | Anabel Medina Garrigues 6-2, 4-6, 7-5 | Caroline Wozniacki 4-6, 6-3, 3-6 | -                        | -                        | -                | -                | 17e  |

## Tennis de table
Hommes
| Athlète           | Compétition | Tour préliminaire | 1er tour           | 2e tour               | 3e tour          | 4e tour          | Quarts de finale | Demi-finales     | Finale           |      |
| Athlète           | Compétition | Adversaire Score  | Adversaire Score   | Adversaire Score      | Adversaire Score | Adversaire Score | Adversaire Score | Adversaire Score | Adversaire Score | Rang |
| ----------------- | ----------- | ----------------- | ------------------ | --------------------- | ---------------- | ---------------- | ---------------- | ---------------- | ---------------- | ---- |
| Jean-Michel Saive | Simple      | -                 | Marko Jevtovic 4-1 | Kalinikos Kreanga 1-4 | -                | -                | -                | -                | -                | 33   |

## Tir
| Athlète    | Compétition                       | Qualification | Qualification | Finale | Finale            |
| Athlète    | Compétition                       | Points        | Rang          | Points | Rang              |
| ---------- | --------------------------------- | ------------- | ------------- | ------ | ----------------- |
| Lionel Cox | Carabine à 50 m tir couché hommes | 599           | 2e            | 701.2  | Médaille d'argent |

## Voile
| Athlète       | Compétition  | Régate 1 | Régate 2 | Régate 3 | Régate 4 | Régate 5 | Régate 6 | Régate 7 | Régate 8 | Régate 9 | Régate 10 | Medal Race | Total | Rang               |
| ------------- | ------------ | -------- | -------- | -------- | -------- | -------- | -------- | -------- | -------- | -------- | --------- | ---------- | ----- | ------------------ |
| Evi Van Acker | Laser Radial | 3e       | 2e       | 3e       | 8e       | 1er      | 5e       | 8e       | 1er      | 8e       | 3e        | 3e         | 40    | Médaille de bronze |